# Ель-Мерк – Гассі-Туїл
Ель-Мерк – Гассі-Туїл – трубопровідна система, яка забезпечує видачу продукції алжирського родовища Ель-Мерк.
Отримані на установці переробки супутнього газу Ель-Мерк товарні продукти відправляються по двом трубопроводам завдовжки по 90 км, що прямують до інфраструктурного хабу в районі родовища Гассі-Туїл:
- трубопроводу для зрідженого нафтового газу (ЗНГ, пропан-бутанова фракція) діаметром 400 мм, що під’єднаний до спеціалізованого трубопроводу LR1 (Алрар – Хассі-Р'Мель);
- трубопроводу для конденсату діаметром 450 мм, який передає ресурс до конденсатопроводу Оханет – Хауд-Ель-Хамра.